# Microstylum appendiculatum
Microstylum appendiculatum là một loài ruồi trong họ Asilidae. Microstylum appendiculatum được Macquart miêu tả năm 1847. Loài này phân bố ở vùng nhiệt đới châu Phi.